# Condado de Maeztu

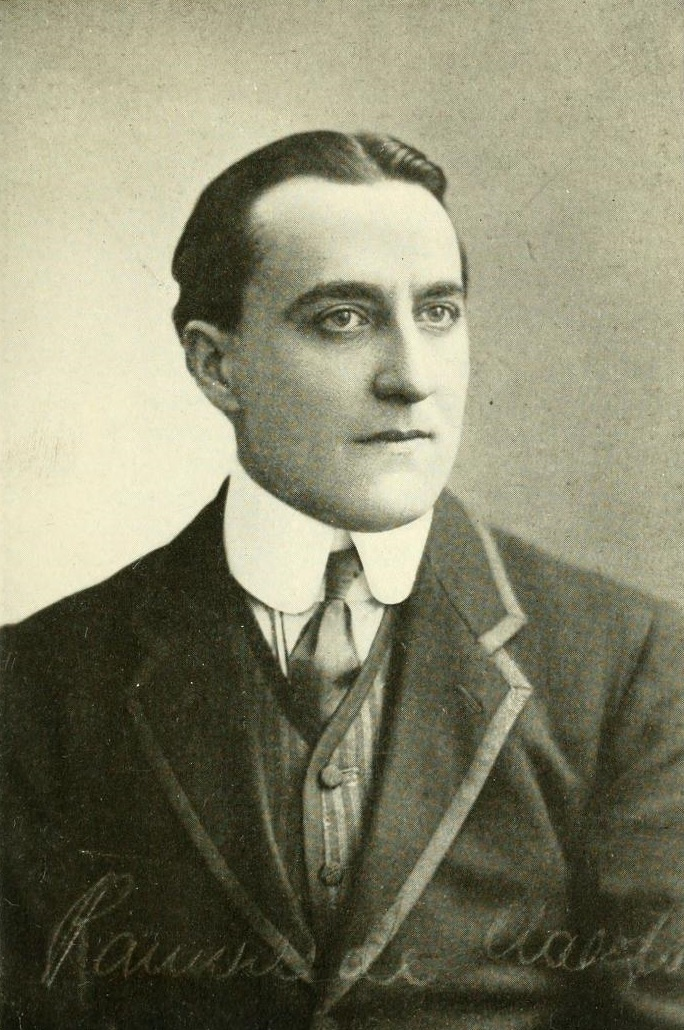
Ramiro de Maeztu y Whitney (1874-1936), primer conde de Maeztu.

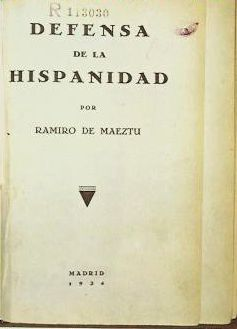
Portada de la primera edición de "Defensa de la Hispanidad" (1934), de Ramiro de Maeztu.

El condado de Maeztu es un título nobiliario español creado por Francisco Franco el 18 de julio de 1974, con carácter póstumo, a favor de Ramiro de Maeztu y Whitney, escritor español.

## Denominación
La denominación de la dignidad nobiliaria refiere al apellido paterno, por lo que fue universalmente conocida la persona a la que se le otorgó, a título póstumo, dicha merced nobiliaria.

## Carta de otorgamiento
El título nobiliario se le otorgó: 

«Para conmemorar el centenario del nacimiento de don Ramiro de Maeztu y Whitney, y a fin de perpetuar el recuerdo de aquel esforzado defensor de la Hispanidad, católico ferviente, escritor, filósofo y pensador insigne, infatigable luchador por la unidad y grandeza de la Patria, por cuya causa ofrendó su vida...».
Real Decreto 2020/1974, de 18 de julio; Publicado en el B.O.E. el 18 de julio 1974.

## Condes de Maeztu
|                               | Titular                            | Periodo                       |
| Creación por Francisco Franco | Creación por Francisco Franco      | Creación por Francisco Franco |
| ----------------------------- | ---------------------------------- | ----------------------------- |
| I                             | Ramiro de Maeztu y Whitney         | 1974 (título póstumo)         |
| II                            | Juan Manuel de Maeztu y Hill       | 1995-1999                     |
| III                           | Ramiro de Maeztu y Manso de Zúñiga | 2000-actual titular           |

## Historia de los condes de Maeztu
- Ramiro de Maeztu y Whitney (1874-1936), I conde de Maeztu, hijo de Manuel de Maeztu y Rodríguez, navarro de Cienfuegos, y de su esposa escocesa Juana Whitney (Niza - 1945), y hermano de Ángela, Miguel, la pedagoga María de Maeztu y el pintor Gustavo de Maeztu,[3] escritor y ensayista, de la Generación del 98. Viajó a París y a Cuba para dedicarse al comercio, y residió en Londres una larga temporada (1904-1919) dedicado al periodismo.[4] Abrazó el tradicionalismo español (como Donoso Cortés, Menéndez Pelayo, Zacarías de Vizcarra, etc), en defensa de los valores católicos y de las tradiciones hispánicas. Colaboró con la revista Acción Española, y sus aportaciones en ella se recogieron en el libro Defensa de la Hispanidad (1934), una de sus obras más representativas.[4] Fue asesinado en Aravaca (Madrid), el 29 de octubre de 1936, por el bando republicano, tres meses después del inicio de la Guerra Civil. Sus últimas palabras, antes de morir, fueron: «Vosotros no sabéis por qué me matáis, pero yo sí sé por lo que muero: ¡Para que vuestros hijos sean mejores que vosotros!».[5]

Casó, en Inglaterra, el 14 de diciembre de 1916, con Alice Mabel Hill. Le sucedió, por rehabilitación del título, el 17 de febrero de 1995, su hijo:
- Juan Manuel de Maeztu y Hill (1918-1999),[8] II conde de Maeztu.[7]

Casó con Elena «Nellie» Manso de Zúñiga y Younger. Del matrimonio, nacieron cuatro hijos: Ramiro, Myriam, Elena y María de la Almudena de Maeztu y Manso de Zúñiga. Le sucedió, por real carta de sucesión de fecha 31 de enero de 2000, su hijo primogénito:
- Ramiro de Maeztu y Manso de Zúñiga (Buenos Aires, 1948-), III conde de Maeztu.[9]

Casó en primeras nupcias con Concepción Pacios y casó en segundas nupcias en 2002 con Luisa María del Pilar Ezquerra y Royo, con descendencia del primer matrimonio, dos hijas: Sara (1974-) y Paula (1980-) de Maeztu y Pacios.